# Tömösváry Ödön
Tömösváry Ödön (Magyaró, 1852. október 12. – Déva, 1884. augusztus 15.) magyar zoológus, entomológus, tanár.

## Szakmai karrierje
1870–1872-ben a selmecbányai erdészeti főiskolán tanult. 1877-ig mint erdőmérnök működött. További tanulmányait és tudományos karrierjét Herman Ottó természettudós, Horváth Géza, a Nemzeti Múzeum természettudományi gyűjteményének kurátora és idősb Entz Géza biológus is támogatta. A kolozsvári egyetemen 1880-ban bölcsészdoktori, 1881-ben természetrajz szakos középiskolai tanári oklevelet szerzett. Közben a marosvásárhelyi református kollégiumban a természetrajz helyettes tanára volt. 1881 nyarán filoxérabiztos, majd 1882-ben a budapesti filoxéra-kísérleti állomás munkatársa lett. 1883 nyarán az Al-Dunán a kolumbácsi légy tanulmányozása közben új légyfajt fedezett fel, a Thalassomya congregatát. Állattani kutatásait a százlábúakkal folytatta, és a Természettudományi Társaság meg is bízta azok monografikus feldolgozásával, amiben gümőkór miatti korai halála megakadályozta. 1884-ben, közvetlenül halála előtt a kassai gazdasági intézet segédtanárává nevezték ki.
6 éves tudományos pályafutása alatt 57 publikációt írt. 1883-as, Sajátságos érző készülékek a százlábúaknál című közleménye alapján e szervet Tömösváry-szervnek nevezték el.

## Fontosabb művei
- Adatok a Scolopondrellák ismertetéséhez (Budapest, 1884)
- Egy tömegesen tenyésző légyfaj (Thalassomya congregata) (Budapest, 1884)
- A kolumbácsi légy (Budapest, 1884).

## Publikációi
- A százlábúak vándorlásához – Természettudományi Közlöny, 10: 365-366 (1878)
- Néhány hazánkban előforduló Myriopodáról – Orvos-Természettudományi Értesítő, Kolozsvár, 3: 22-25 (1878)
- Adatok a hazánkban előforduló Myriopodákhoz (Beitrag zur Kenntniss der Myriopoden Ungarns) – Természetrajzi Füzetek, 3: 152-156, 186-187 (1879)
- Adatok a hazánkban előforduló Myriopodákhoz, II. – Természetrajzi Füzetek, 3: 244-249 (1879)
- Hazánk erdélyi részében talált Glomeris fajok – Orvos-Természettudományi Értesítő, Kolozsvár, 5: 29-34 (1880)
- A Heterostomeák stigmája – Orvos-Természettudományi Értesítő, Kolozsvár, 5: 169-174 (1880)
- Beitrag zur Kenntniss der Myriopoden Ungarns. I. Die Chilopoden. – Zoologsiche Anzeiger, Lipcse, 3: 617-619 (1880)
- A Scutigera coleoptrata légzőszervéről – Doktori értekezés, Kolozsvár (1881)
- A Myriopodák osztályának egy új alakja Borneo szigetéről – Természetrajzi Füzetek, 5: 229-230 (1882)
- Világító százlábúak – Természettudományi Közlöny, 14: 23-24 (1882)
- A hazánkban előforduló Heterognathák – Mathematikai és Természettudományi Közlemények, 18: 351-365 (1882)
- A commensalismus egy érdekes esete – Orvos-Természettudományi Értesítő, Kolozsvár, 7: 160-161 (1882)
- A Myriopodák osztályának egy új alakja Borneo szigetéről –  Természetrajzi Füzetek, 6: 162-163 (1882)
- A Heterognathák egy új alakja hazánkban – Természetrajzi Füzetek. 7: 39-40 (1883)
- A Scutigera-félék légzőszervéről –  Mathematikai és Természettudományi Értesítő, 1: 145-150 (1883)
- Über das Respirationsorgan der Scutigeriden – Mathematische und Naturwissenschaftliche Berichte aus Ungarn, 1: 175-180 (1883)
- Sajátságos érző készülékek a százlábúaknál – Természettudományi Közlöny, 15: 268-270 (1883)
- Eigentümliche Sinnesorgane der Myriopoden – Mathematische und Naturwissenschaftliche Berichte aus Ungarn, 1: 324-326 (1883)
- Adatok a Scolopendrellák ismeretéhez – Orvos-Természettudományi Értesítő, Kolozsvár, 8: 1-8 (1883)
- A Geophilus-félék fonómirigyeinek szerkezete – Mathematikai és Természettudományi Értesítő,  2: 84-89 (1883)
- Über den Bau der Spinndrüsen der Geophiliden – Mathematische und Naturwissenschaftliche Mittheilungen aus Ungarn, 2: 441-447 (1883)
- Egy tömegesen tenyésző légyfaj az Alsó-Duna mellékéről : Thalassomya congregata, (1884)
- Kegyetlen anyák – Rovartani Lapok, 1: 102-103 (1884)
- „Elektromos” világításnál verekedő százlábúak – Rovartani Lapok, 1: 171-172 (1884)
- Myriopoda a Joanne Xantus in Asia Orientali collecta – Természetrajzi Füzetek, 9: 63-72 (1885).

## Külső hivatkozások
- Tömösváry Ödön Magyar életrajzi lexikon, 1000-1990.

## Bibliográfia
- Korsós Zoltán (2003): Ödön Tömösváry (1852-1884), pioneer of Hungarian myriapodology – Bulletin of the British Myriapod and Isopod Group 19: 78-87.